# Suponin
Suponin – wieś w Polsce, położona w województwie kujawsko-pomorskim, w powiecie bydgoskim, w gminie Dobrcz.

## Podział administracyjny
W latach 1975–1998 miejscowość administracyjnie należała do województwa bydgoskiego.

## Demografia
Według danych Urzędu Gminy Dobrcz (XII 2020 r.) miejscowość liczyła 169 mieszkańców.

## Pomniki przyrody
We wsi znajdują się 2 pomniki przyrody – dęby szypułkowe o obwodach: 311 i 272 cm.